# Nữ vương
Nữ vương (chữ Hán: 女王, tiếng Anh: Queen Regnant) hay Nữ chúa (chữ Hán: 女主) là vị quân chủ nữ giới của một Vương quốc, ngang hàng với một vị vua hoặc Quốc vương. Những người phụ nữ làm Hoàng đế, hay quân chủ của một Đế quốc, thì được gọi là Nữ hoàng. Ngoài ra, Nữ vương cũng là tước vị dành cho con gái của các Thân vương thuộc hoàng tộc Nhật Bản. Nữ chúa thường được dùng chỉ những người phụ nữ được tôn thờ trong các tôn giáo, tín ngưỡng.
Hầu hết các quốc gia ở Châu Âu đều là Vương quốc, nên các vị nguyên thủ nữ giới kế vị ngai vàng đều là Nữ vương. Ở Đông Á có nhà Triều Tiên là quốc gia lâu năm vẫn xưng tước Vương, còn các nước Trung Quốc, Việt Nam và Nhật Bản, các triều đại của họ phần lớn đều xưng Hoàng đế, do vậy nếu có Nữ quân chủ tồn tại thì đại đa phần đều là Nữ hoàng.
Vị Nữ vương hiện tại duy nhất trên thế giới hiện nay là Margrethe II của Đan Mạch. Do cách dịch báo chí cho dễ hiểu, vị này đều bị dịch thành Nữ hoàng, trong khi thực tế bà là Nữ vương theo tước vị quốc tế.

## Khái quát

### Lịch sử cách gọi
Ở các quốc gia cổ đại như Trung Quốc, Ai Cập, Ba Tư, những người phụ nữ dù xuất thân từ vương thất hay hoàng tộc cũng đều không có quyền kế thừa ngai vị. Do vậy, ngôn ngữ tại những nền văn hóa này không có danh từ "nữ hóa" chỉ đến ngai quốc chủ, như Pharaoh của Ai Cập, Hoàng đế của Trung Hoa. Dù có cách dùng Nữ hoàng đối với trường hợp phụ nữ làm Hoàng đế, Nữ vương đối với phụ nữ làm Quốc vương song điều đó chỉ mang tính tương đối.
Rất nhiều vị Nữ quân chủ cổ đại khi được truyền ngôi vị vẫn sử dụng danh xưng vốn dùng cho nam giới. Như Đế quốc Byzantine, có Irene thành Athena khi lên làm Hoàng đế của Đế quốc, bà dùng danh xưng [Basileus; βασιλεύς] theo truyền thống các Hoàng đế giới tính nam, hơn là tự dùng [Basilissa; βασίλισσα] vốn dành cho các Hoàng hậu Byzantine. Đối với trường hợp Quốc vương cũng vậy, Jadwiga của Ba Lan khi được tôn làm Vương, dùng danh hiệu Rex Poloniae, tức Quốc vương của Ba Lan. Về sau, các đạo luật thừa kế tại một số quốc gia như Vương quốc Anh bắt đầu chấp nhận phụ nữ kế thừa ngôi vua, song không ít các quốc gia ở Châu Âu xem việc này là bất hợp pháp.
Trải qua Đông Á, các Nữ quốc chủ Tân La cùng Trưng Nữ Vương là những vị Nữ vương hiếm hoi, riêng (Nữ hoàng) càng hiếm hơn nữa, và những trường hợp này đều rơi vào những sự kiện độc nhất vô nhị, không có tiền lệ hoặc không có một truyền thống lâu đời của các triều đại ấy. Đến Nhật Bản, dù trong lịch sử ghi nhận có tới 8 vị Nữ Thiên hoàng, song không ít các nhận định cho rằng những người phụ nữ này thiên về nhiếp chính hơn là có quyền lực thực tế của một Thiên hoàng.

### Trường hợp kế vị
Rất ít quốc gia trên thế giới có truyền thống để phụ nữ làm vua, ở Châu Âu cũng như vậy. Hai quốc gia đáng kể nhất công nhận phụ nữ kế vị là Vương quốc Anh và Vương quốc Tây Ban Nha. Và dù Margrete I của Đan Mạch đã tự xưng Vương vị vào năm 1375, song Vương quốc Đan Mạch khi ấy hoàn toàn không có quy luật cho phép nữ giới lên ngôi, bà lên ngôi khi con trai là Olaf II qua đời.
Do Đạo luật Salic, các quốc gia thuộc khối Châu Âu phần lớn không đưa nữ giới vào dòng thừa kế. Quy định thừa kế chấp nhận nữ xảy ra khá sớm ở Anh và Tây Ban Nha, sau đó dần đến các quốc gia như Hà Lan, Bỉ, Thụy Điển cùng Đan Mạch. Ở Anh và Tây Ban Nha, nữ giới lớn nhất khi không còn nam duệ mới bắt đầu được suy xét quyền kế vị. Hiện nay ở Bỉ, Thụy Điển, các vương thất bắt đầu chỉ định người con lớn nhất không kể nam nữ để kế vị.
Ở Ai Cập, phụ nữ làm Pharaoh thường là công chúa xuất thân từ dòng dõi Ai Cập, trị vì với tư cách là vợ hoặc "Đồng quốc quân", như Hatshepsut, Nefertiti. Khi Ai Cập được trị vì bởi nhà Ptolemaios, trường hợp Vương hậu kiêm đồng quốc quân xảy ra rất thường xuyên, nổi tiếng nhất phải kể đến Cleopatra. Và tuy Pharaoh là một tước vị không rõ thuộc phạm trù Đế hay Vương, song các tư liệu quốc tế đều dịch Ai Cập ở mức độ [Vương quốc; Kingdom], các Nữ Pharaoh cũng từ đó thành Nữ vương, dù ở Việt Nam quen xưng gọi Nữ hoàng Ai Cập.

## Phân biệt ngôn ngữ

### So với Vương hậu
Trong ngôn ngữ Đông Á, Nữ vương cùng Vương hậu có sự phân biệt rất rõ ràng. Tuy nhiên điều này không xảy ra ở Châu Âu, tại những quốc gia nói tiếng Anh hoặc chung một hệ ngôn ngữ từ Hy Lạp và La Mã, họ đều dùng Queen để chỉ trường hợp một người phụ nữ trị vì một Vương quốc (Nữ vương) và vợ của Quốc vương (tức Vương hậu).
Vào lúc này, để phân biệt rõ hơn, Nữ vương sẽ được thêm vào trợ từ [Regnant; ý là "người trị vì"], trở thành [Queen Regnant]. Còn các Vương hậu sẽ được thêm trợ từ [Consort; ý là "hôn phối của quốc chủ"], tức [Queen Consort].

### So với Nữ hoàng
Ngôn ngữ báo chí hiện đại ở Việt Nam lẫn Trung Quốc đại lục, tình trạng xem Nữ hoàng đánh đồng với Nữ vương, thậm chí là với cả Hoàng hậu xảy ra khá phổ biến. Vương thất của Vương quốc Liên hiệp Anh là một [Royal family], tức "vương thất", và vị quân chủ hiện tại của họ là Elizabeth II chỉ là [Nữ vương]. Trong lịch sử nước Anh, chỉ có Victoria của Anh từng trở thành Nữ hoàng, nhưng đó lại là trường hợp phức tạp.
Năm 1877, Victoria được tôn xưng danh hiệu [Empress of India; Nữ hoàng Ấn Độ], biến Victoria vừa là Nữ vương của Vương quốc Liên hiệp Anh, lẫn Nữ hoàng của Đế quốc Ấn Độ. Tuy nhiên, trong vòng Vương quốc Liên hiệp Anh, Victoria không tự xưng Nữ hoàng mà chỉ được biết đến là Nữ vương, tức [Queen Victoria]. Vào thời kỳ Hongkong thuộc nước Anh, do từ [Vương; 王] cùng [Hoàng; 皇] có hiện tượng đồng âm, không ít báo đài gọi Elizabeth II là [Nữ hoàng Anh; 英女皇], dù thực tế bà không bao giờ tự xưng làm Nữ hoàng. Tình trạng này kéo theo ở Việt Nam.
Dẫu vậy, trong ngôn ngữ nhận thức hằng ngày, [Queen] của Châu Âu lại bằng với Nữ hoàng hoặc Bà hoàng, như kiểu vi von [Ảnh đế], [Ảnh hậu] của Trung Quốc, hay Bà hoàng truyền thông, khi dùng ở ngôn ngữ tiếng Anh đều chỉ là Queen hoặc King. Với phạm trù này, phân chia tước vị trong hệ thống quân chủ không còn quan trọng, mà nhận thức tước vị tùy thuộc ở mỗi khối văn hóa.

### Tước vị ở Nhật Bản
Từ thời Nara, con gái của các Thân vương (con trai trực hệ của Thiên hoàng) được phong tước vị [Nữ vương], mà theo ngôn ngữ Nhật là [Nyōō; にょおう].
Phong vị này không phải tự động có, mà phải trải qua sắc phong từ Thiên hoàng, gọi là [Nữ vương tuyên hạ; 女王宣下], nếu không chỉ được gọi là Vương nữ. Sau khi thụ phong tước vị [Nữ vương], sẽ kèm theo gia phong thực ấp, lãnh địa cùng gia trang, đều tương tự Nội thân vương. Thời kỳ Kamakura, địa vị hoàng thất Nhật Bản tù túng, không ít các Hoàng nữ (con gái trực hệ của Thiên hoàng) chỉ được phong làm [Nữ vương].
Sang thời Meiji, những phụ nữ trong hoàng thất thụ phong [Nữ vương] thuộc dòng dõi trực hệ Thiên hoàng ở ngoài vòng 3 đời.

## Danh sách Nữ vương

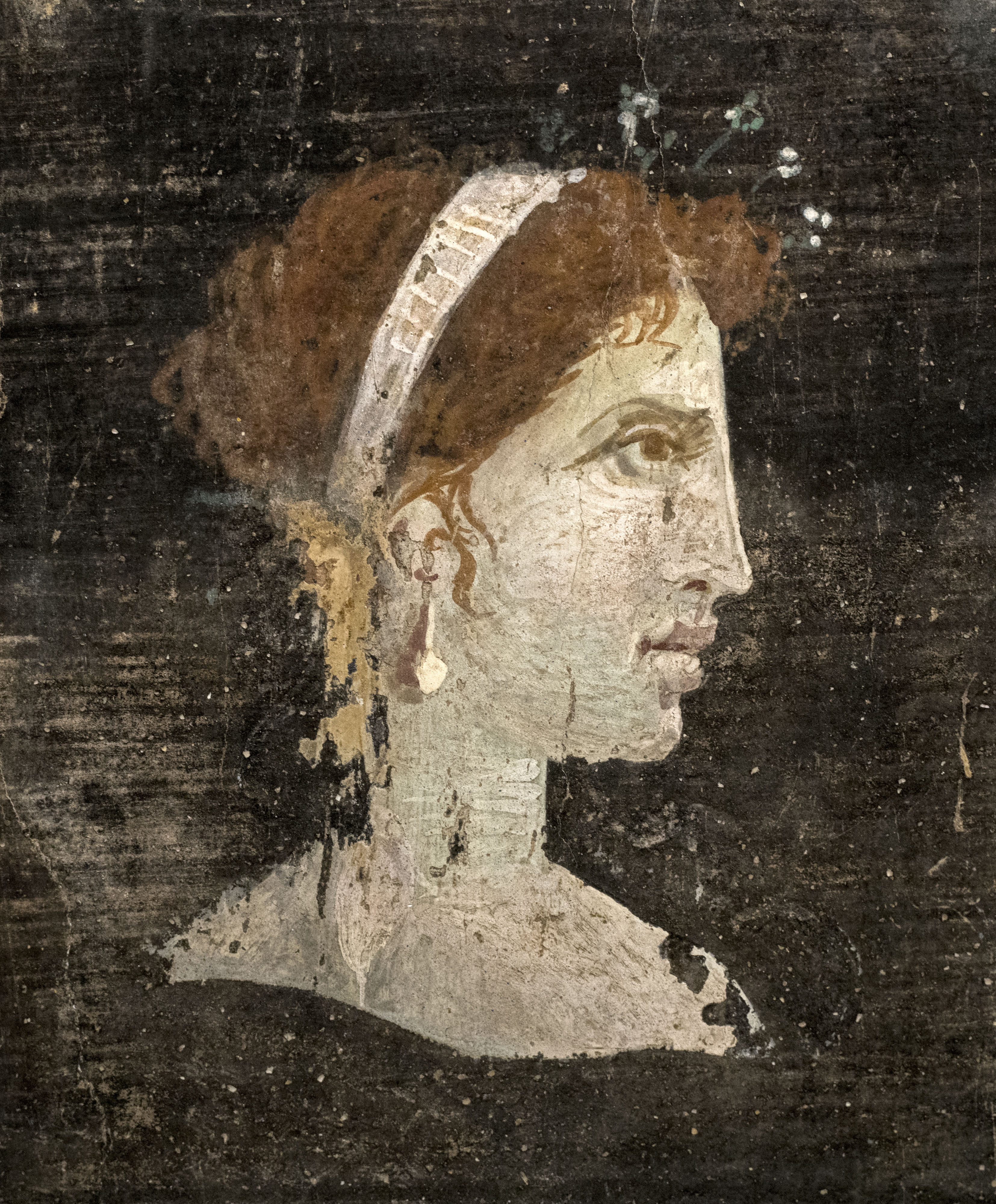
Cleopatra VII của Ai Cập.

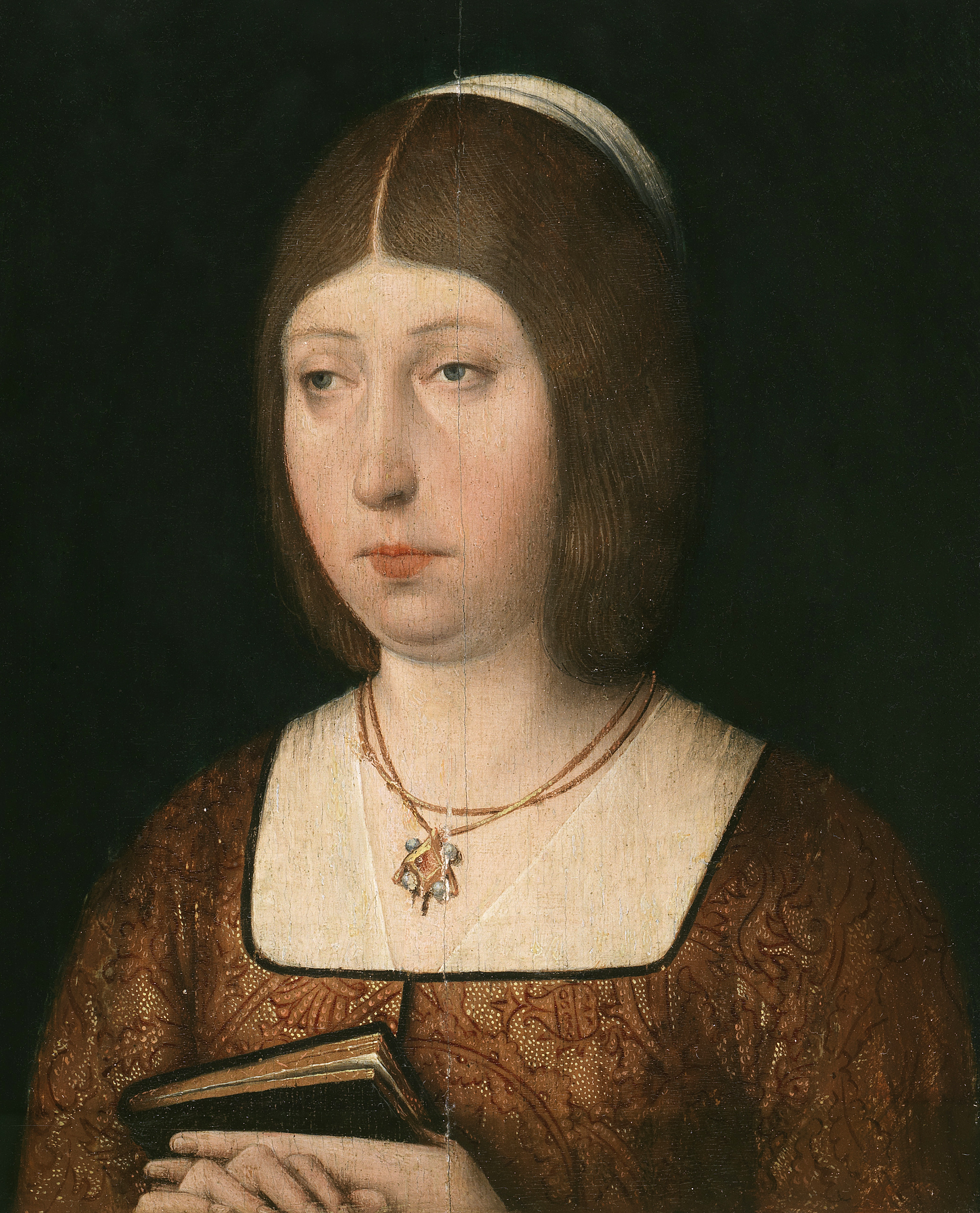
Isabel I của Castilla.

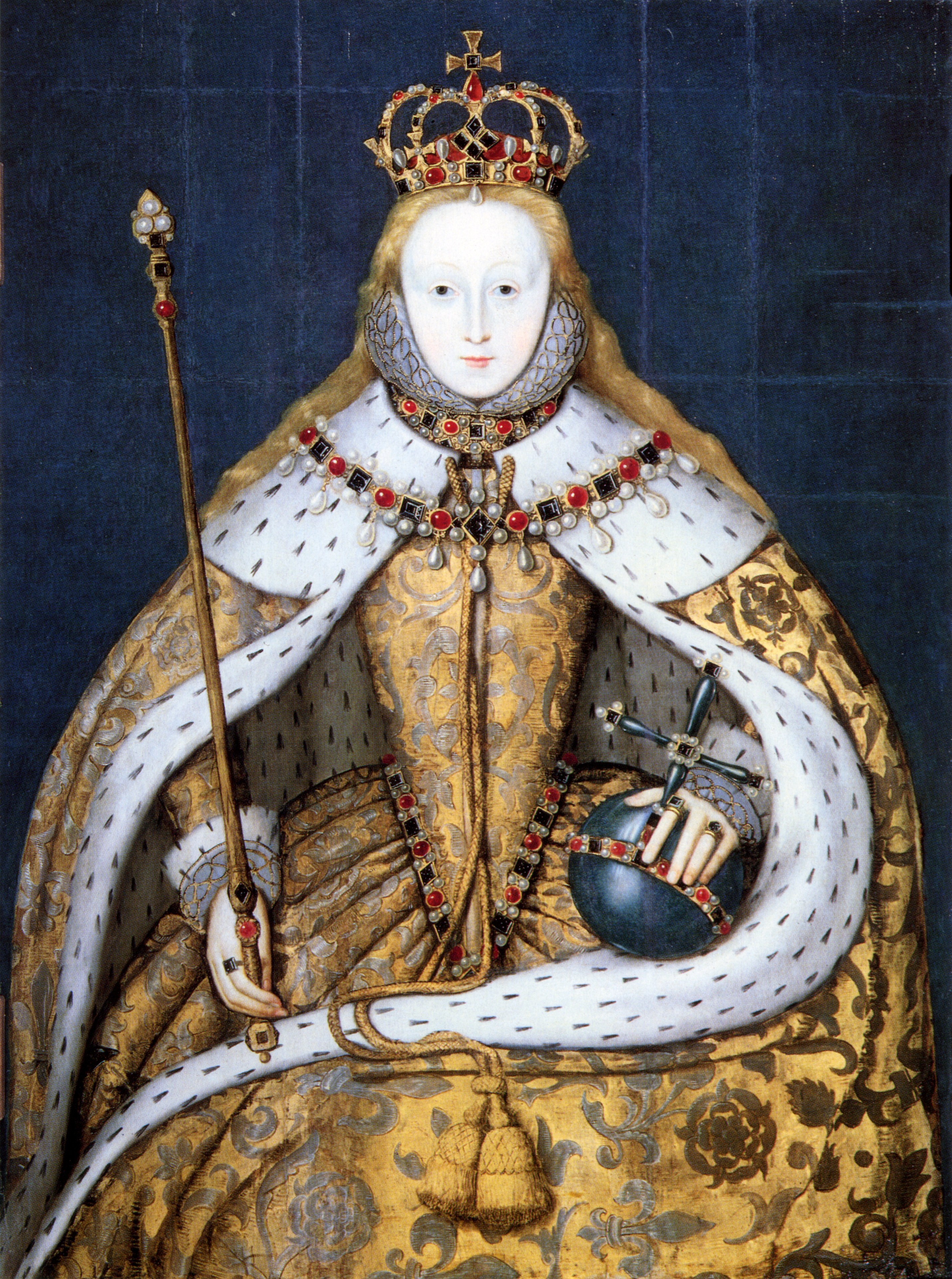
Elizabeth I của Anh.

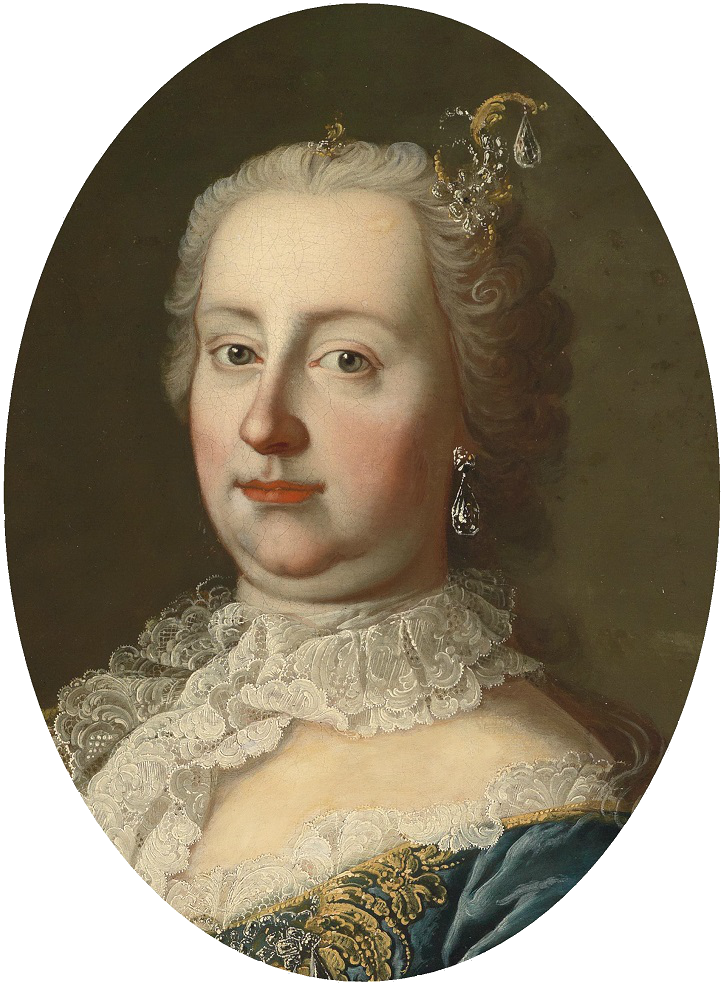
Maria Theresia của Áo.

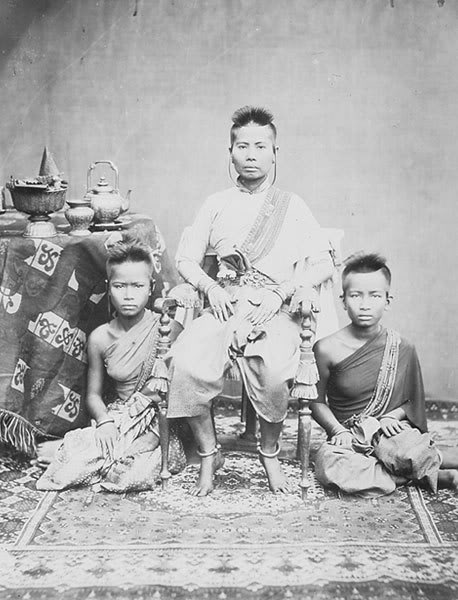
Ang Mey của Campuchia.

### Ai Cập cổ đại
Những triều đại bản xứ
- Merneith
- Sobekneferu
- Hatshepsut
- Neferneferuaten
- Twosret

Triều đại nhà Ptolemaios
- Arsinoe II
- Arsinoe III
- Cleopatra I Syra
- Cleopatra II
- Cleopatra III Euergetis
- Cleopatra IV
- Berenice III
- Cleopatra V Tryphaena
- Cleopatra VI Tryphaena
- Berenice IV Epiphaneia
- Arsinoe IV
- Cleopatra VII

Triều đại Ayyubid
- Shajar al-Durr

### Vương quốc Anh và Liên hiệp Anh
- Matilda của Anh (de facto, cai trị với danh hiệu là Nữ chúa của người Anh) (1120-1153)
- Jane Grey (de facto, được gọi là Cửu nhật Nữ vương) (10/7/1553 – 19/7/1553)
- Mary I (1553 - 1558)
- Mary I xứ Scotland (1542 - 1567)
- Elizabeth I (1558 - 1603)
- Mary II (1689 - 1694)
- Anne I (1702 - 1714)
- Victoria I (1837 - 1901)
- Elizabeth II (1952 - 2022)

### Bồ Đào Nha
- Maria I (1777 - 1816)
- Maria II (1826-1828, 1834-1853)

### Đan Mạch
- Margrete I (1387 - 1412)
- Margrethe II (1972 - 2024)

### Na Uy
- Margrét I (1396 - 1412)

### Áo-Hung
- Mária I của Hungary (1382 – 1385; 1386 - 1395)
- Mária Terézia (1740 - 1780)

### Hà Lan
- Wilhelmina (1890–1948)
- Juliana (1948–1980)
- Beatrix (1980–2013)

### Scotland
- Margaret của Scotland (1286 - 1290)
- Mary I (1542 - 1587)

### Tây Ban Nha/Castilla
- Isabel I (1474 - 1504)
- Juana I  (1504 - 1555)
- Isabel II (1833 - 1868)

### Thụy Điển và Phần Lan
- Margareta I (1389 – 1412)
- Kristina (1632 – 1654)
- Ulrika Eleonora (1718 – 1720)

### Việt Nam
- Trưng Nữ Vương (40 - 43)
- Lý Chiêu Hoàng (1224-1225)

### Hàn Quốc
- Thiện Đức nữ vương (632 - 647)
- Chân Đức nữ vương (647 - 654)
- Chân Thánh nữ vương (887 – 897)

### Nhật Bản
- Himiko (qua đời khoảng 248 CN)

Thiên hoàng Suiko (Thôi cổ Thiên hoàng 推古天皇) thực hiện cải cách ruộng đất, dẫn dắt ngoại giao với nhà Tùy. 
Thiên hoàng Saimei (Tề Minh Thiên hoàng 斉明天皇) lên ngôi hai lần, bình định là thiên hạ qua thời kỳ hỗn loạn của chính cách Taika, chết khi chuẩn bị dẫn quân đánh chiếm Tân La (Triệu Tiên). 
Thiên hoàng Gemmei (Nguyên Minh Thiên hoàng 元明天皇) ban hành hệ thống tiền tệ Nhật Bản, dời đô đến Nara, dùng vũ lực đàn áp những kẻ phản nghịch, sau khi tàn vị truyền ngôi lại cho con gái là Thiên hoàng Gensho (Nguyên Chính Thiên hoàng 元正天皇)

### Campuchia
- Jayavedi (681-713)
- Ang Mey (1835-1847)

### Ấn Độ
- Lakshmibai (1828-1858)